# Elezioni regionali in Trentino-Alto Adige del 1952
Le elezioni regionali in Trentino-Alto Adige del 1952 per il rinnovo del Consiglio regionale si tennero il 16 novembre. L'affluenza fu dell'85,54%. Vennero aggiunti due consiglieri altoatesini in più.

## Risultati
| Liste                                                     | Voti                | %                   | Seggi               |
| Riepilogo regionale                                       | Riepilogo regionale | Riepilogo regionale | Riepilogo regionale |
| --------------------------------------------------------- | ------------------- | ------------------- | ------------------- |
| Democrazia Cristiana                                      | 157.256             | 41,06               | 20                  |
| Südtiroler Volkspartei                                    | 112.602             | 29,40               | 15                  |
| Partito Socialista Italiano                               | 27.406              | 7,16                | 3                   |
| Partito Socialista Democratico Italiano                   | 21.849              | 5,71                | 3                   |
| Partito Comunista Italiano                                | 17.029              | 4,45                | 2                   |
| Movimento Sociale Italiano                                | 15.191              | 3,97                | 2                   |
| Partito Popolare Trentino Tirolese                        | 12.906              | 3,37                | 2                   |
| Partito Liberale Italiano – Partito Repubblicano Italiano | 7.903               | 2,06                | -                   |
| Alleanza degli Indipendenti                               | 4.683               | 1,22                | 1                   |
| Partito Nazionale Monarchico                              | 3.227               | 0,84                | -                   |
| Unione degli Indipendenti                                 | 2.294               | 0,60                | -                   |
| Indipendenti Sudtirolesi                                  | 609                 | 0,16                | -                   |
| Totale                                                    | 382.955             |                     | 48                  |
| Provincia di Trento                                       |                     |                     |                     |
| Democrazia Cristiana                                      | 133.392             | 63,80               | 17                  |
| Partito Socialista Italiano                               | 17.410              | 8,33                | 2                   |
| Partito Socialista Democratico Italiano                   | 15.836              | 7,57                | 2                   |
| Partito Popolare Trentino Tirolese                        | 12.906              | 6,17                | 2                   |
| Partito Comunista Italiano                                | 11.694              | 5,59                | 1                   |
| Movimento Sociale Italiano                                | 6.874               | 3,29                | 1                   |
| Alleanza degli Indipendenti                               | 4.683               | 2,24                | 1                   |
| Partito Liberale Italiano – Partito Repubblicano Italiano | 4.448               | 2,13                | -                   |
| Unione degli Indipendenti                                 | 1.838               | 0,88                | -                   |
| Totale                                                    | 209.081             |                     | 26                  |
| Provincia di Bolzano                                      |                     |                     |                     |
| Südtiroler Volkspartei                                    | 112.602             | 64,76               | 15                  |
| Democrazia Cristiana                                      | 23.864              | 13,72               | 3                   |
| Partito Socialista Italiano                               | 9.996               | 5,75                | 1                   |
| Movimento Sociale Italiano                                | 8.317               | 4,78                | 1                   |
| Partito Socialista Democratico Italiano                   | 6.013               | 3,46                | 1                   |
| Partito Comunista Italiano                                | 5.335               | 3,07                | 1                   |
| Partito Liberale Italiano – Partito Repubblicano Italiano | 3.455               | 1,99                | -                   |
| Partito Nazionale Monarchico                              | 3.227               | 1,86                | -                   |
| Indipendenti Sudtirolesi                                  | 609                 | 0,35                | -                   |
| Unione degli Indipendenti                                 | 456                 | 0,26                | -                   |
| Totale                                                    | 173.874             |                     | 22                  |

| Riepilogo dei seggi | Riepilogo dei seggi | Riepilogo dei seggi | Riepilogo dei seggi | Riepilogo dei seggi | Riepilogo dei seggi | Riepilogo dei seggi |
| ------------------- | ------------------- | ------------------- | ------------------- | ------------------- | ------------------- | ------------------- |
|                     |                     |                     |                     |                     |                     |                     |
| PCI                 | 2                   | ━                   |                     | PSI                 | 3                   | ━                   |
| PSDI                | 3                   | ━                   |                     | Indipendenti        | 1                   | Nuovo               |
| PPTT                | 2                   | ▼ 2                 |                     | SVP                 | 20                  | ▲ 7                 |
| DC                  | 15                  | ▼ 2                 |                     | MSI                 | 2                   | ━                   |
| Autonomisti         | 0                   | ▼ 2                 |                     |                     |                     |                     |